# Kabwe Kasongo
Kabwe Kasongo (Kinshasa, 31 de julho de 1970), foi um futebolista congolês que atuava como Lateral esquerdo.

## Carreira
Kasongo Kabue começou a sua carreira de futebolista profissional no Lubumbashi Sport, na temporada de 1990/91. O jogador congolês representou ainda as formações das equipas do Daring Club e do Vita Club. No seu percurso no país natal, realça-se a conquista da Taça do Congo, nos anos de 1993 e 1994, o Campeonato Nacional do Congo em 1994 e a Recopa Africana no mesmo ano, sempre a serviço da formação do Daring Club.
Foi também um jogador importante para a selecção nacional do Congo, na qual jogou entre os anos de 1992 e 2002, destacando-se as presenças a serviço do seleccionado do Congo na CAN dos anos de 1992, 1996 e em 2000. Ingressou no Vitória SC, treinado por Jaime Pacheco, no inicio da época de 1996/97, como se disse, por indicação do N´Dinga Mbote, proveniente do Vita Clube. Rubricou, na altura, um contrato válido para quatro temporadas com o Vitória SC.
As dificuldades de adaptação, obviamente, e a boa forma do defesa lateral Quim Berto dificultaram a sua presença na equipa principal do Vitória SC, motivo pelo qual o jogador foi cedido ao SC Covilhã na sua primeira temporada no futebol português.
O defesa congolês Kasongo conseguiu afirmar-se como titular da equipa do SC Covilhã, tendo se alinhado em vinte jogos na edição da época de 1996/97 do Campeonato Nacional da 2ª Divisão.
O desempenho da formação serrana na competição não foi, contudo, famoso, pois, na verdade, a equipa do SC Covilhã nunca conseguiu almejar uma posição que o pusesse a salvo, acabando por descer de divisão ao classificar-se no 16º lugar da tabela geral. As suas prestações a serviço do SC Covilhã e a transferência de Quim Berto para o Sporting CP influenciaram o seu regresso ao plantel do Vitória SC na temporada seguinte de 1997/98.
Para a posição de lateral esquerdo, o Vitória SC contratou na mesma época o português Tito, jogador vimaranense a quem todos atribuíam a condição de titular. Todavia, foi Kasongo quem conseguiu agarrar o lugar na equipa principal, acabando por realizar um total de 26 jogos no Campeonato Nacional da 1ª Divisão.
Kasongo jogou pela Seleção Zairense de Futebol no Campeonato Africano das Nações de 1992, 1994 e 1996.[carece de fontes?] Pela Seleção de Futebol da República Democrática do Congo, ele atuou no Campeonato Africano das Nações de 2000, realizado em Gana e Nigéria, em uma eventual saída da fase de grupos (apenas um gol sofrido em três partidas, mas nenhum marcado).